# بيل يانغ
بيل يانغ (بالإنجليزية: Belle Yang)‏ هي كاتِبة ورسامة توضيحية أمريكية، ولدت في 1960.

## وصلات خارجية
- الموقع الرسمي